# Lieuran-lès-Béziers
Lieuran-lès-Béziers is een gemeente in het Franse departement Hérault (regio Occitanie). De plaats maakt deel uit van het arrondissement Béziers. Lieuran-lès-Béziers telde op 1 januari 2022 1.483 inwoners.

## Geografie
De oppervlakte van Lieuran-lès-Béziers bedroeg op 1 januari 2022 8,51 vierkante kilometer; de bevolkingsdichtheid was toen 174,3 inwoners per km².

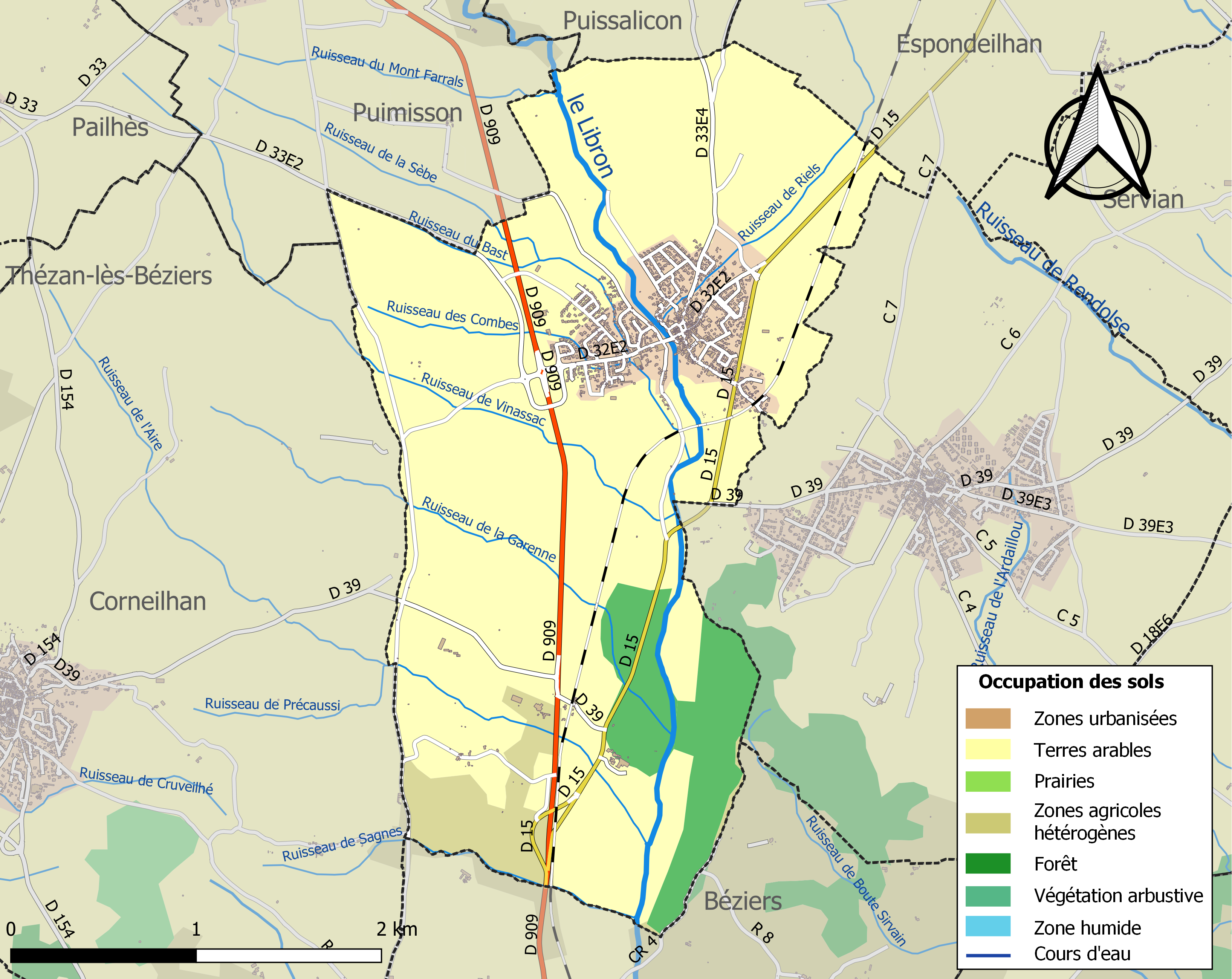
Kaart van de gemeente met belangrijkste infrastructuur, bodemgebruik en omliggende gemeenten

## Demografie
Onderstaande figuur toont het verloop van het inwonertal (bron: INSEE-tellingen).